# Кул-Мухаммед Мухтар Абрарули
Кул-Мухаммед Мухтар Абрарули (нар. 12 грудня 1960, Тачен, Сіньцзян-Уйгурський автономний район, Китай) — казахстанський державний і політичний діяч, колишній депутат Сенату, кандидат історичних наук (1995), доктор юридичних наук (1999), професор, академік Національної академії наук Республіки Казахстан.

## Життєпис
Кул-Мухаммед народився в казахській мусульманській родині в Чугучаку, Китай. У 1961 році він разом з родиною повернувся на історичну батьківщину Казахстан і оселився в селі Маканчі в районі Східно-Казахстанської області. У 1982 році він закінчив Казахський національний університет імені Аль-Фарабі за спеціальністю журналістика.  З 1983 по 1992 рік Кул-Мухаммед обіймав такі посади, як науковий редактор, старший науковий редактор, керівник редакції філософії, права та соціології, відповідальний секретар та заступник редактора головного видання Казахської радянської енциклопедії.
З 1992 по 1999 рік він був директором підприємства «Атамура», головою правління АТ «Атамура» та президентом корпорації «Атамура». З 1994 по 1999 рік Кул-Мухаммед працював у Казахському національному університеті імені Аль-Фарабі старшим викладачем, доцентом та виконуючим обов'язки професора.
У 1995 році він захистив кандидатську дисертацію з історії під назвою «Проблеми соціальної та політичної історії Казахстану XVIII століття – початку XIX століття». У 1999 році Кул-Мухаммед отримав ступінь доктора філософії за дисертацією з юриспруденції на тему: «Жакип Акпаєв та еволюція політико-правових поглядів діячів Алашу (кінець XIX – початок XX століття)».

## Основні праці
- «Орыс энциклопедияларындағы қазақ шежіресі» (1994),
- «Проблемы истории Казахстана в дореволюционных русских энциклопедиях» (1994),
- «Жакып Акпаев: политик, патриот, правовед» (1995),
- «Алаш ардагері. Ж.Ақбаевтың саяси-құқықтық көзқарастары» (1996),
- «Алаш қайраткерлері саяси-құқықтық көзқарастарының эволюциясы» (1998),
- «Формирование и развитие государственно-правовых идей лидеров Алаш-Орды» (1999),
- «Колониальный режим в Казахстане (1868—1917 гг.)» (2000),
- «Законотворчество: проблемы и поиски» (2000),
- «Программа "Алаш": фальсификация и действительность» (2000) и др.